# Leandro Machado (futbolista nacido en 1976)
Leandro Machado Nascimento (Santo Amaro da Imperatriz, Brasil, 22 de marzo de 1976) es un exfutbolista brasileño que jugaba en la posición de delantero. 
Además de jugar en su país, compitió profesionalmente en España, Portugal, Ucrania, México, Paraguay y Corea del Sur. También fue internacional con la selección de fútbol de Brasil en dos ocasiones, participando en la Copa de Oro de la Concacaf 1996.

## Trayectoria
Nacido en Santo Amaro da Imperatriz, Santa Catarina, Machado tenía sólo 18 años cuando debutó en la Serie A con el Sport Club Internacional. Después de tres temporadas, el jugador de 20 años se trasladó al extranjero, fichando por el Valencia CF de España por 700 millones de pesetas y debutando por primera vez en Primera División el 23 de diciembre de 1996, cuando entró como suplente de Goran Vlaović en la segunda parte de la victoria por 3-0 en casa contra el Hércules CF. Durante su única temporada en el club ché, marcó un gol contra el Atlético de Madrid (4-1 fuera de casa) y dos contra el Athletic Club de Bilbao (5-2, en casa), y su equipo acabó en décima posición.
Machado marcó diez goles con el Sporting Clube de Portugal en 1997-98, y el equipo quedó cuarto en la Primeira Liga. El 30 de noviembre de 1998 regresó a la liga española, jugando en contadas ocasiones con el CD Tenerife, en una campaña en la que acabó descendiendo a Segunda División.
Posteriormente, salvo durante tres años en el Clube de Regatas do Flamengo, Machado rara vez se asentó en un equipo, jugando en el Internacional, F. C. Dinamo de Kiev y su filial, C.D. Santa Clara, Querétaro, Santos y Club Olimpia. Revivió su carrera en Corea del Sur, en el Ulsan Hyundai FC, con el que marcó 13 goles en su primer año y ganó la K League y recibió el premio a máximo goleador.
De vuelta en Brasil, Machado se retiró a los 32 años de edad, tras disputar una sola temporada en el Sport Club do Recife, debido a continuos problemas de rodilla.

## Trayectoria internacional
Machado fue convocado por primera vez con la selección absoluta brasileña durante la Copa de Oro de la Concacaf 1996, anotando su primer y único gol con la Canarinha a los once minutos de entrar como sustituto de Sávio Bortolini, en la victoria por 4 a 1 ante Canadá.

### Goles como internacional
| Fecha               | Estadio                                 | Rival  | Gol | Resultado | Competición                     |
| ------------------- | --------------------------------------- | ------ | --- | --------- | ------------------------------- |
| 12 de enero de 1996 | Memorial Coliseum, Los Ángeles, EE. UU. | Canadá | 4–1 | 4–1       | Copa de Oro de la Concacaf 1996 |